# Kanyangwe (periodiskt vattendrag i Burundi, Rutana)
Kanyangwe är ett periodiskt vattendrag i Burundi.   Det ligger i provinsen Rutana, i den centrala delen av landet, 80 kilometer sydost om huvudstaden Bujumbura.
Omgivningarna runt Kanyangwe är en mosaik av jordbruksmark och naturlig växtlighet. Runt Kanyangwe är det ganska tätbefolkat, med 111 invånare per kvadratkilometer.